# Dichaetomyia harlekini
Dichaetomyia harlekini este o specie de muște din genul Dichaetomyia, familia Muscidae. A fost descrisă pentru prima dată de Zielke în anul 1974.
Este endemică în Madagascar. Conform Catalogue of Life specia Dichaetomyia harlekini nu are subspecii cunoscute.